# (14224) Gaede
(14224) Gaede est un astéroïde de la ceinture principale.

## Description
(14224) Gaede est un astéroïde de la ceinture principale. Il fut découvert le 6 décembre 1999 à Socorro (Nouveau-Mexique) par le projet LINEAR. Il présente une orbite caractérisée par un demi-grand axe de 2,66 UA, une excentricité de 0,20 et une inclinaison de 0,8° par rapport à l'écliptique.

## Compléments